# Брэкенбери, Роберт
Роберт Брэкенбери (англ. Robert Brackenbury; погиб 22 августа 1485 года при Босворте, Лестершир, Королевство Англия) — английский рыцарь, констебль Тауэра при Ричарде III. Погиб в битве при Босворте. Стал персонажем пьесы Уильяма Шекспира «Ричард III».

## Биография
Роберт Брэкенбери принадлежал к старинному рыцарскому роду, представители которого с конца XII века владели землями в графстве Дарем. Он был младшим сыном Томаса Брэкенбери из Дентона. От отца Роберт унаследовал поместье Селаби, расположенное рядом с замком Барнард, который примерно в 1474 году перешёл к брату короля Эдуарда IV Ричарду, герцогу Глостерскому. Предположительно благодаря этому соседству Брэкенбери познакомился с герцогом и даже сблизился с ним. Примерно в 1476 году он стал казначеем Ричарда.
Первое надёжно датированное свидетельство источников о Брэкенбери относится к 17 июля 1483 года: тогда Ричард, только что ставший королём, назначил Роберта констеблем Тауэра. Осенью того же года, после подавления восстания Бекингема, Брэкенбери, именуемый «эсквайром тела короля», занял должность управляющего рядом королевских поместий в Эссексе и Кенте, а также получил в награду земли (главным образом в Кенте), прежде принадлежавшие мятежникам. В мае 1484 года ему достался ещё ряд поместий в Кенте, Суррее и Сассексе, в августе — должность генерального управляющего королевскими землями в этих трёх графствах. До 26 января 1485 года Брэкенбери был посвящён в рыцари. 26 июня того же года он стал шерифом Кента.
Когда в Англии высадился с армией Генрих Тюдор, сэр Роберт сохранил верность Ричарду. 22 августа он сражался при Босворте и погиб в схватке (продолжатель Кройлендской хроники утверждает, что он был убит во время бегства и не нанёс в битве ни одного удара). Имя Брэкенбери фигурирует в парламентском акте от 7 ноября 1485 года о конфискации владений сторонников Ричарда.
Имя жены сэра Роберта не встречается в источниках. У Брэкенбери было две дочери, Анна и Элизабет, и внебрачный сын (его имя неизвестно). Поместье Селаби перешло к его племяннику, Ральфу Брэкенбери.

## Память
Сэр Роберт известен в первую очередь как констебль Тауэра в то время, когда в этой крепости находились сыновья Эдуарда IV. Согласно Томасу Мору, Ричард III, находясь летом 1483 года в Глостере, послал своего подручного по имени Джон Грин к Брэкенбери с приказом убить принцев. Тот отказался это делать. Позже, выполняя новый королевский приказ, сэр Роберт на день передал все ключи от Тауэра сэру Джеймсу Тирреллу, который и совершил убийство. Полидор Вергилий пишет примерно то же, продолжатель Кройлендской хроники вообще не упоминает Брэкенбери в связи с «принцами в Тауэре». Однако тот вариант истории, который рассказал Мор, стал наиболее известным.
Историки отмечают, что правдоподобность истории о двух приказах Ричарда под вопросом: между Глостером и Лондоном слишком большое расстояние, чтобы Грин мог совершить две поездки за несколько дней, а земельные пожалованья для Брэкенбери явно стали наградой за участие в подавлении восстание Бекингема, но не за причастность к гибели принцев. В любом случае передача ключей Тирреллу не делала сэра Роберта участником убийства.
Брэкенбери стал персонажем пьесы Уильяма Шекспира «Ричард III». В телесериале «Белая королева» его сыграл Шон Дули.